# Stichting Agrarische Ontwikkeling Coronie
Stichting Agrarische Ontwikkeling Coronie (SAOC), ook wel Lands(bedrijf) Agrarische Ontwikkeling Coronie, is een Surinaams staatsbedrijf. Het is eigendom van het ministerie van Landbouw, Veeteelt en Visserij.
De SAOC werd rond 1985 opgericht om de rijstsector in Coronie te ondersteunen. Met hulp van donaties uit het Europees Ontwikkelingsfonds kende het een aantal florerende jaren. In de jaren 1990 daalden de wereldmarktprijzen van rijst en kwam er een einde aan de activiteiten in de rijstsector en het bedrijf. Ondertussen raakten de faciliteiten en de infrastructuur verwaarloosd.
Medio 2013 nam districtscommissaris Harrold Sijlbing het initiatief voor de heroprichting van de SAOC, waarbij de focus niet alleen gericht werd op rijst, maar ook op andere sectoren zoals de teelt van fruit en kokos, de verwerking van vlees en de ontwikkeling van toerisme. Hierbij werd het areaal van de stichting opgeschoond.
In 2017 werd de SAOC aangewezen als de verantwoordelijke voor het toezicht en de uitvoering van het Districts Strategisch Ontwikkelingsplan (DSOP).